# الساندرا توره‌سانی
اَلِساندرا توره‌سانی (انگلیسی: Alessandra Torresani؛ زادهٔ ۲۹ مهٔ ۱۹۸۷) یک هنرپیشه اهل ایالات متحده آمریکا است. وی از سال ۱۹۹۶ میلادی تاکنون مشغول فعالیت بوده‌است.
او دارای کمربند مشکی در ورزش تکواندو است.

## گزیدهٔ آثار

### سینما
- پلی‌بک (۲۰۱۲)
- لحظه (۲۰۱۳)

### تلویزیون
- دو مرد و نصفی (۲۰۱۴)
- داستان ترسناک آمریکایی (۲۰۱۱)
- انبار ۱۳ (۲۰۱۱)
- سی‌اس‌آی (۲۰۰۹)
- نابودگر: ماجراهای سارا کانر (۲۰۰۸)
- استخوان‌ها (۲۰۰۷)
- جنگ در خانه (۲۰۰۵)
- پرورش شکست‌خورده (۲۰۰۴)
- دنیای مالکوم (۲۰۰۳–۲۰۰۱)
- بخش فوریت‌های پزشکی (۱۹۹۸)